# Caballo marino chilote

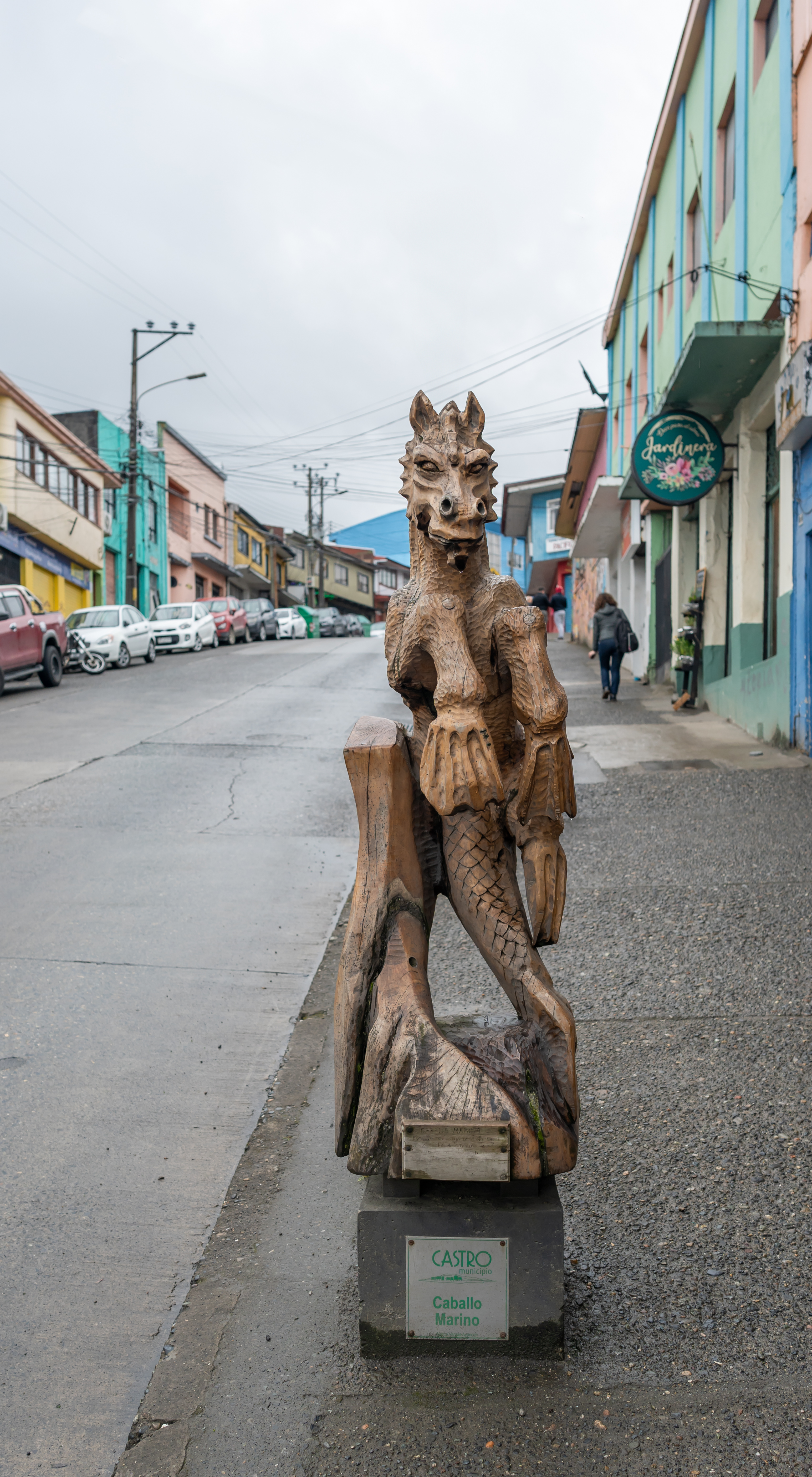
Escultura del caballo marino en Castro

El caballo marino es una criatura acuática perteneciente a la mitología chilota que tiene cierta semejanza con el hipocampo tiene un hocico largo con cuatro patas en forma de aletas y una cola propulsora, parecida a la cola de un pez.

## Descripción
Esta criatura es invisible, y solo podrían ser vistas por quienes tienen poderes mágicos o un don para ello; y se dice que los describirían como un tipo de mágica criatura que se parece a un caballo normal, pero tiene el hocico más largo, crines doradas, cuatro patas en forma de aletas, y una firme cola propulsora semejante a la cola de un pez. Estos animales serían de variados tamaños (desde el tamaño de un delfín hasta el tamaño de una ballena), y tendrían un color verdoso amarillento oscuro debido a que se alimentarían de algas marinas tales como el luche y el cochayuyo.

## Leyenda
Los chilotes cuentan que estos seres habitan en gran cantidad en el mar frente a la costa occidental de la Isla Grande de Chiloé y las islas de sus alrededores; y que solo los brujos chilotes tienen la capacidad de verlos. Por lo mismo, solo ellos pueden aprovecharlos como cabalgaduras para llegar al barco fantasma llamado Caleuche; siendo esta necesidad de monturas producto a que por las leyes mágicas del mar y de la brujería, los brujos no pueden usar su magia para llegar al mítico barco fantasma, ya que los brujos sufrirían graves consecuencias por parte del Millalobo (el Rey del mar) si ellos no cumplieran esta ley. 
También se dice que luego de dejar a su amo en el Caleuche, estas criaturas nadarían cerca de la costa, y que aunque son invisibles para la gente normal, cualquier persona podría conocer indirectamente la presencia de estos míticos animales, al observar el movimiento del mar entre las rocas, y ver cómo salta el agua desde el fondo.
Caballo marino Chilote (En el Libro de la Mitología de Chiloé autor Renato Cárdenas Álvarez)
Caballo descomunal utilizado por la brujería para transportar a todos los miembros de la mayoría, de una sola vez
su alimento son las algas marinas, de modo especial el luche y el cochayuyo que le transmiten su obscuro color verdoso amarillento, parecido a ciertos jades en los reverberos de sus brillos. Despide una fosforescencia que algunos confunden con el resplandor de una lámpara o con el del macuñ de los brujos que transporta, ya que su aparición suele ser nocturna.  Los caballos marinos viven solo cuatro años y sus despojos se transforman en una especie de gelatina, que rápidamente se disuelve en las aguas del mar, idéntica a la de las jibias y medusa, que suelen encontrarse en las playas, el caballo marino Chilote sirve de correo a los brujos y es su vehículo exclusivo para llegar al Caleuche, Curiosamente los hechiceros del sur no pueden abordar o dejar el barco fantasma con sus macuñes.
Cuando un brujo desea emplear un caballo marino, basta que silbe cuatro veces a orillas del mar de una manera característica y misteriosa que recorre la superficie del agua semejante al movimiento de un cardumen de truchas. Para guiarlo es imprescindible el uso de unas bridas de sargazo, con las cuales el hechicero lo enlaza apenas emerge de las aguas con cierta desconfianza. Cuando el ejemplar empleado es de los monstruosos, los trece brujos lo montan dando todos un enorme brinco, caen sobre los lomos suavemente tal como si fuesen sombras posándose sobre un tejado.
Estos caballos tienen más de doce varas de largo y una altura superior a las cuatro varas, Una vez concluido el viaje se le quitan las riendas de sargazo, y se le despide con una palmada cariñosa en el anca izquierda , para que entonces el caballo se zambulla en el mar.
Los caballos marinos solo son visibles según ciertas versiones por los brujos y habitan en gran cantidad en el fondo marino y nacen en la costa occidental de la Isla Grande de Chiloé, en los extensos dominios del Millalobo, el "Poseidón" austral.
Cada brujo dispone de uno o más corceles marinos que ha seleccionado en las profundidades del mar durante sus incursiones en el Caleuche, El amo le coloca su marca personal, como se hace al herrar las reses terrestres , con lo que el animal queda permanentemente a su servicio, lo cual demuestra con una acrisolada fidelidad y pronta atención a sus llamados.
Aunque al servicio de la hechicería insular, el caballo marino no es maléfico y se conserva rediviva en el panteón mítico de Chiloé.

### Domesticación de los caballos marinos
Se dice que los brujos eligen a su caballo marino mientras el Caleuche navega bajo el mar, ya que en ese momento pueden estar más cerca de los animales para atraparlos. En ese momento el brujo le coloca su marca para que quede permanentemente a su servicio. De este modo, cuando el brujo necesita los servicios de su caballo marino, se acerca a la orilla del mar y lo llama mediante cuatro silbidos especiales. Al llegar el animal, el brujo lo enlaza con una cuerda hecha de sargazo (un alga); y luego de eso le debe palmotear las ancas para poder subirse al suave lomo del animal y darle la orden para deslizarse velozmente tras el Caleuche, dejando en su trayecto una estela en la superficie de las aguas. Al tener los caballos marinos una corta vida de solo 4 años, luego de los cuales muere y se convierte en gelatina que se disuelve en el mar; el brujo debe volver a capturar y domesticar otro caballo marino.
Se dice que estas criaturas son muy fuertes, y que cada brujo tendría uno o más de un caballo marino. Como estos animales poseen varios tamaños, a los más pequeños los usarían para uso personal, y los más grandes se usarían para transportar a varios brujos y/o sus sirvientes, o a sus pertenencias y mercancías entre otros objetos. El caballo marino más grande sería usado para transportar en forma holgada y segura a los principales "trece brujos" integrantes de la mayoría.